# Podișul Cobadin
Podișul Cobadin este cuprins între valea Carasu în nord și podișurile Oltina, Topraisar și Negru Vodă în sud, având o deschidere largă spre Valea Dunării.
Podișul are un aspect tabular, cu inălțimi cuprinse între 100 m si 150 m. În partea de vest podișul are un aspect deluros, puternic fragmentat de văile unor râuri - Baciu, Ivrinezu, Peștera.
Între aceste văi interfluviile au un aspect ondulat cu înalțimi ce coboară spre valea Dunării.